# Samiha Ayverdi
Samiha Ayverdi (25 de noviembre de 1905 – 22 de marzo de 1993) fue una escritora turca y Sufi mística. Fue la hermana del arquitecto e historiador Ekrem Hakkı Ayverdi.
Samiha Ayverdi nació en Estambul, sus padres fueron Fatma Meliha Hanim e İsmail Hakkı Bey, un oficial militar otomano. Estudió en Süleymaniye Kız Numune Mektebi y entre otras cosas, aprendió francés y leyó sobre filosofía y misticismo islámico. Se convirtió en seguidora y sucesora oficial del pensador Sufi  Kenan Rıfai, quién se convirtió una influencia importante  en su trabajo.
En 1938,  publicó su primera novela titulada Aşk Budur y la siguió con más de 30 novelas y colecciones de cuentos cortos.
Ayverdi murió el 22 de marzo de 1993 y está enterrada en el Cementerio Merkezefendi en Zeytinburnu, Estambul.